# بول أرياس
بول أرياس (بالكتالونية: Pol Arias i Dourdet)‏ هو سباح أندوري، ولد في 8 أغسطس 1996 في أندورا.